# Jacques Bandeville
Pour les articles homonymes, voir Bandeville.
Jacques Bandeville (né à Verdun le 15 octobre 1805 et mort à Paris 9e le 18 décembre 1880) est un sculpteur ornemaniste français du XIXe siècle.

## Biographie
Bandeville est occupé à Toulon, de 1862 à 1864, à la décoration du grand théâtre.